# Rektorenkonferenz der Schweizer Universitäten
Die  Rektorenkonferenz der Schweizer Universitäten (CRUS) existierte unter diesem Namen von 2001 bis 2014.
Sie ging aus der 1904 gegründeten Schweizerischen Hochschulrektorenkonferenz (SHRK) hervor. Durch Artikel 8 des Bundesgesetzes über die Förderung der Universitäten und über die Zusammenarbeit im Hochschulbereich (UFG) vom 8. Oktober 1999 und eine «Zusammenarbeitsvereinbarung» vom 14. Dezember 2000 (3. Abschnitt: Art. 11–14) erlangte die Rektorenkonferenz erstmals Organstatus. Deshalb konstituierte sie sich neu als Verein mit dem Namen «Rektorenkonferenz der Schweizer Universitäten/Conférence des Recteurs des Universités Suisses» (CRUS) mit neuen Statuten. Conférence des Recteurs des Universités Suisses war der Ursprung der Abkürzung CRUS und sie erhleilt ein breiteres Aufgabenspektrum sowie eine veränderte Arbeitsteilung mit der Schweizerischen Universitätskonferenz als oberstem hochschulpolitischen Organ.
Am 1. Januar 2015 ging die CRUS gemeinsam mit der Rektorenkonferenz der Fachhochschulen der Schweiz (KFH) und der Schweizerischen Konferenz der Rektorinnen und Rektoren der Pädagogischen Hochschulen (COHEP) in der neu gegründeten Rektorenkonferenz der schweizerischen Hochschulen (swissuniversities) auf.
Die CRUS verfolgte das Ziel, die gemeinsamen Anliegen der Schweizer Universitäten zu fördern und deren Interessen wahrzunehmen. Sie setzte sich unter anderem für Koordination und Kooperation in Lehre, Forschung und Dienstleistungen ein. Beschäftigt mit allen Angelegenheiten, die eine gegenseitige Verständigung oder eine gemeinsame Stellungnahme im Hochschulbereich erfordern, vertrat sie die Gesamtheit der Schweizer Universitäten gegenüber politischen Behörden, Kreisen der Wirtschaft, sozialen und kulturellen Institutionen und gegenüber der Öffentlichkeit.
Eine Aufgabe seit 2001 war auch die Organisation des Anmeldeverfahrens zum Medizinstudium in der Schweiz sowie die Zulassung hierfür.

## Vorgänger Schweizerische Hochschulrektorenkonferenz (SHRK)
Bereits 1904 hatten sich die Rektoren der Universitäten und der ETHZ zur Schweizerischen Hochschulrektorenkonferenz (SHRK) eher informell zusammengeschlossen, um bei gelegentlichen Treffen gemeinsame Anliegen und Probleme zu erörtern und den kollegialen Umgang zu pflegen. Ende des 20. Jahrhunderts wurde mehr Autonomie der Universitäten gefordert und die Rektoren wurden für längere Amtszeiten gewählt, deutlich gestärkt und mit erweiterten Kompetenzen ausgestattet. Auch deshalb wurde die CRUS gegründet.